# Prodelphinidine

Structure de la prodelphinidine B3.

Les prodelphinidines, encore appelés prodelphinidols) sont un type de tanins condensés. Les tanins condensés sont des polymères de flavanols et les prodelphinidines sont notamment composées de gallocatéchines.
Le nom provient du fait que ce type de tanins produit de la delphinidine, une anthocyane, lors de leur hydrolyse en milieu acide.
On peut trouver le dimère de prodelphinidine B3 dans le kaki.